# Sport drink
Gli sport drink sono bevande che sono state create per aiutare gli sportivi a sostituire l'acqua e gli elettroliti dopo una sessione di allenamento o una competizione. Non vanno confusi con gli energy drink, il cui scopo principale è invece quello di reintegrare l'energia consumata nel corso dell'attività sportiva. Sono commercializzati come bevande analcoliche. Possono essere venduti pronti per l'uso, in bottiglia, oppure in polvere, nel qual caso andranno sciolti in acqua prima del consumo.

## Categorie di sport drink

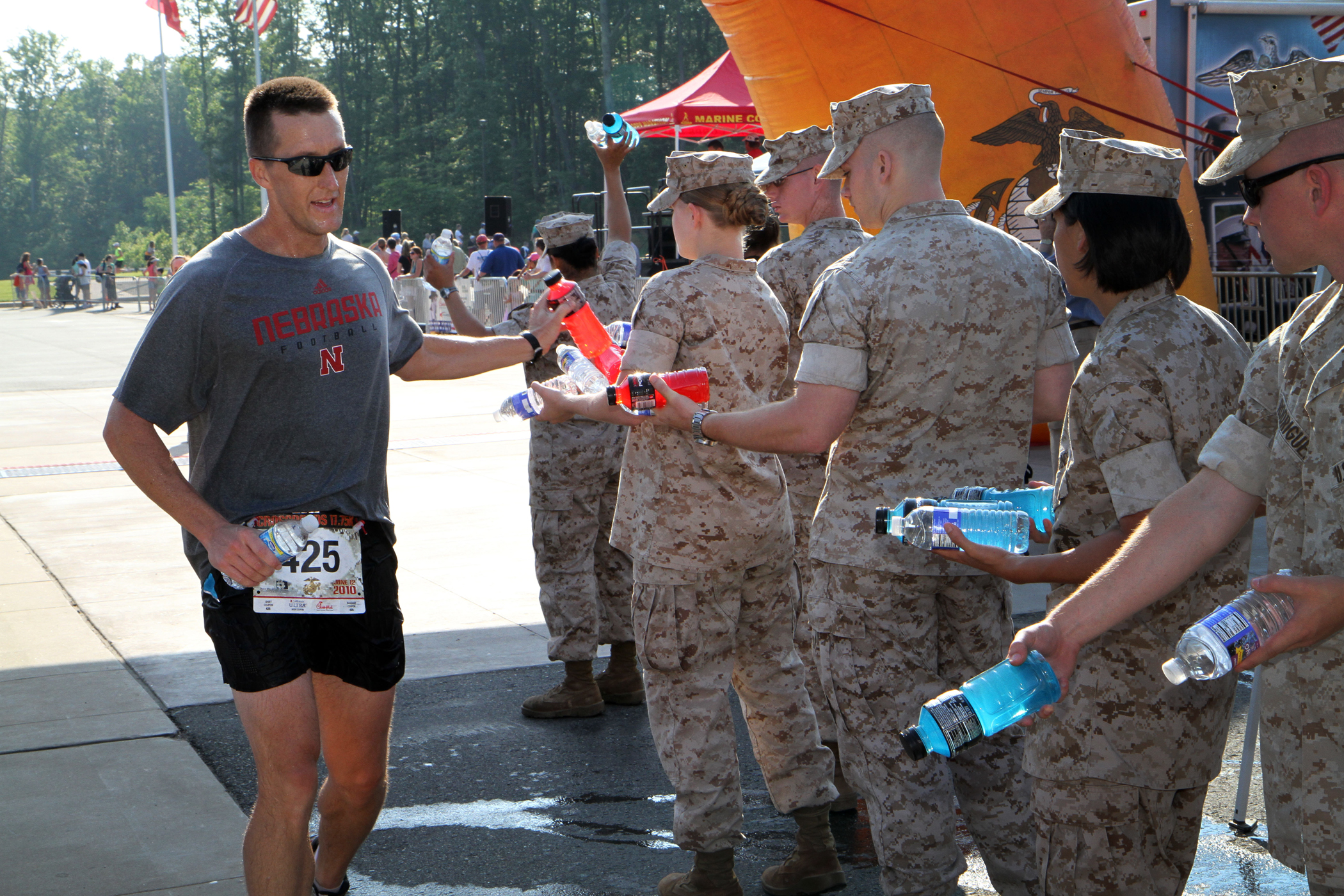
Distribuzione di bottiglie di sport drink durante una maratona.

Gli sport drink possono essere suddivisi in tre diverse categorie in base alla loro tonicità:
- isotonici: bevande con concentrazione salina e zuccherina simile a quella del sangue;
- ipotonici: bevande con concentrazione salina e zuccherina minore di quella del sangue;
- ipertonici: bevande con concentrazione salina e zuccherina maggiore a quella del sangue.

La maggior parte degli sport drink sono all'incirca isotonici.

## Efficacia
L'efficacia degli sport drink è in genere considerata maggiore nelle sessioni sportive di lunga durata, indicativamente oltre l'ora di esercizio fisico, mentre per brevi allenamenti il loro consumo può essere del tutto superfluo.
Uno studio scientifico di Alison Field (Harvard Medical School, Boston), presentato ad "Obesity 2012" ha rilevato che il consumo di tali bevande ha una correlazione positiva ancora più forte di quello delle bibite zuccherate con l'aumento di peso".

## Diffusione
Dopo una fase di fortissima crescita nel primo decennio del XXI secolo la diffusione degli sport drink ha cominciato a dare segni di stabilizzazione.
L'Italia è tra i paesi europei uno dei principali consumatori di questo tipo di bevanda.